# The Broken Key
Pour plus de détails, voir Fiche technique et Distribution.
The Broken Key (The Broken Key) est un film britannico-américano-franco-italien écrit et réalisé par Louis Nero, sorti en 2017.

## Synopsis
The Broken Key est un film inspiré du mythe d'Horus, transposé dans un futur proche,

## Fiche technique
- Titre original : The Broken Key
- Titre français : The Broken Key
- Réalisation : Louis Nero
- Scénario : Louis Nero
- Direction artistique : Vincenzo Fiorito
- Photographie : Louis Nero
- Son : Marco Canavese
- Montage : Louis Nero
- Musique : Lamberto Curtoni
- Production : Louis Nero
- Société de production : L'Altrofilm
- Pays de production :  Italie,  États-Unis,  Royaume-Uni,  France
- Langue originale : anglais, italien, français
- Format : couleur - sonore
- Genre : drame
- Durée : 120 minutes
- Date de sortie :
  - Italie : 17 novembre 2017

## Distribution
- Rutger Hauer : Professeur Adrian Moonlight
- Christophe Lambert : Comte Rosebud
- Geraldine Chaplin : "L'Accidia"
- Michael Madsen : Tully DeMarco
- William Baldwin : Friar Hugo
- Kabir Bedi : Fahrid Al Kamar
- Maria de Medeiros : Althea
- Franco Nero : Hiram Abif
- Andrea Cocco : Arthur J. Adams
- Diana Dell'Erba : Sara Eve